# Khai Châu
Khai Châu (chữ Hán giản thể:开州区, Hán Việt: Khai Châu khu) là một quận thuộc thành phố trực thuộc trung ương Trùng Khánh, Cộng hòa Nhân dân Trung Hoa. Quận này có diện tích 3959 km2, dân số năm 2006 là 1.540.000 người. Năm 1373, vua (năm Hồng Vũ thứ 6) nhà Minh đã lập ra huyện Khai trên cơ sở huyện Khai Giang. Năm 2016, toàn bộ huyện Khai chuyển thành quận Khai Châu. Về mặt hành chính, quận này được chia ra thành 7 nhai đạo, 28 trấn và 5 hương.
- Nhai đạo:
  - Hán Phong (汉丰街道)
  - Văn Phong (文峰街道)
  - Vân Phong (云枫街道)
  - Trấn Đông (镇东街道)
  - Phong Nhạc (丰乐街道)
  - Bạch Hạc (白鹤街道)
  - Triệu Gia (赵家街道)
- Trấn:
  - Đại Đức (大德镇)
  - Trấn An (镇安镇)
  - Hậu Bá (厚坝镇)
  - Kim Phong (金峰镇)
  - Ôn Tuyền (温泉镇)
  - Quách Gia (郭家镇)
  - Bạch Kiều (白桥镇)
  - Hoà Khiêm (和谦镇)
  - Hà Yển (河堰镇)
  - Đại Tiến (大进镇)
  - Đàm Gia (谭家镇)
  - Đôn Hảo (敦好镇)
  - Cao Kiều (高桥镇)
  - Cửu Long Sơn (九龙山镇)
  - Thiên Hoà (天和镇)
  - Trung Hoà (中和镇)
  - Nghĩa Hoà (义和镇)
  - Lâm Giang (临江镇)
  - Trúc Khê (竹溪镇)
  - Thiết Kiều (铁桥镇)
  - Nam Nhã (南雅镇)
  - Vu Sơn (巫山镇)
  - Nhạc Khê (岳溪镇)
  - Trường Sa (长沙镇)
  - Nam Môn (南门镇)
  - Cừ Khẩu (渠口镇)
  - Mãn Nguyệt (满月镇)
  - Tuyết Bảo Sơn (雪宝山镇)
- Hương:
  - Quan Diện (关面乡)
  - Ma Liễu (麻柳乡)
  - Tử Thủy (紫水乡)
  - Tam Hối Khẩu (三汇口乡)
  - Ngũ Thông (五通乡)